# Seznam hor a kopců v okrese České Budějovice
Seznam vrcholů v okrese České Budějovice obsahuje hory a kopce, jejichž nejvyšší vrchol má nadmořskou výšku nad 600 metrů a prominence dosahuje alespoň 15 m.
Do okresu České Budějovice na jihu Čech zasahují dvě geomorfologické subprovincie - Šumavská subprovincie a Česko-moravská subprovincie. Nejvyšší vrcholy okresu se nalézají v Novohradských horách a jediný z nich, Vysoká, je tisícovka (přesahuje výšku 1000 metrů) − je tedy nejvyšší horou okresu s výškou 1034 metrů. Seznam se může měnit při změně hranic okresu.

## Geomorfologie podrobněji
Do okresu České Budějovice zasahují dvě geomorfologické subprovincie České vysočiny, tři geomorfologické oblasti a šest geomorfologických celků:
- Šumavská subprovincie - jí podřízená oblast Šumavská hornatina s celky Novohradské hory, Novohradské podhůří a Šumavské podhůří.
- Česko-moravská subprovincie - jí podřízené oblasti Středočeská pahorkatina s celkem Táborská pahorkatina a Jihočeské pánve s celky Třeboňská pánev a Českobudějovická pánev[1]

## Seznam nejvyšších vrcholů
Jsou zde uvedeny všechny vrcholy nad 600 metrů. Na hranicích okresu je několik kopců, jejichž svahy či podružný vrchol přesahují tuto výšku, vrcholový kámen je však mimo okres České Budějovice (např. Točník, Mandlstein, Skalka, Fischerstein, Vysoká v Šumavském podhůří).
| Hora              | Obrázek | Galerie                                                        | Nadm. výška [m] | Prominence [m] | Izolace [km] | Geomorfologický celek | Geosouřanice                     |
| ----------------- | ------- | -------------------------------------------------------------- | --------------- | -------------- | ------------ | --------------------- | -------------------------------- |
| Vysoká            |         | Kategorie „Vysoká (Novohradské hory)“ na Wikimedia Commons     | 1034            | 209            | 10,0         | Novohradské hory      | 48°42′54″ s. š., 14°43′55″ v. d. |
| Jelení hřbet      |         |                                                                | 959             | 90             | 2,6          | Novohradské hory      | 48°41′31″ s. š., 14°43′3″ v. d.  |
| Kraví hora        |         | Kategorie „Kraví hora (Novohradské hory)“ na Wikimedia Commons | 962             | 144            | 1,8          | Novohradské hory      | 48°43′51″ s. š., 14°43′11″ v. d. |
| Kuní hora         |         | Kategorie „Kuní hora“ na Wikimedia Commons                     | 926             | 83             | 1,1          | Novohradské hory      | 48°43′34″ s. š., 14°42′16″ v. d. |
| Cikánský vrch     |         |                                                                | 830             | 20             | 0,8          | Novohradské hory      | 48°42′48″ s. š., 14°42′13″ v. d. |
| Vysoká Běta       |         | Kategorie „Vysoká Běta“ na Wikimedia Commons                   | 804             | 57             | 1,4          | Šumavské podhůří      | 48°58′51″ s. š., 14°12′46″ v. d. |
| Kluk              |         | Kategorie „Kluk (Šumavské podhůří)“ na Wikimedia Commons       | 741             | 151            | 5,4          | Šumavské podhůří      | 48°55′27″ s. š., 14°19′47″ v. d. |
| Švelhán           |         |                                                                | 722             | 77             | 3,0          | Šumavské podhůří      | 48°56′29″ s. š., 14°17′53″ v. d. |
| Haberský vrch     |         |                                                                | 718             | 36             | 1,4          | Šumavské podhůří      | 48°56′4″ s. š., 14°18′54″ v. d.  |
| Skalka            |         |                                                                | 688             | 31             | 0,9          | Šumavské podhůří      | 48°57′18″ s. š., 14°16′58″ v. d. |
| Holá hora         |         |                                                                | 685             | 140            | 4,0          | Novohradské hory      | 48°46′48″ s. š., 14°50′43″ v. d. |
| Kondračská hora   |         | Kategorie „Kondračská hora“ na Wikimedia Commons               | 682             | 68             | 2,2          | Novohradské podhůří   | 48°46′48″ s. š., 14°38′15″ v. d. |
| Světlík           |         |                                                                | 678             | 15             | 0,3          | Novohradské hory      | 48°44′7″ s. š., 14°44′33″ v. d.  |
| Kříb              |         |                                                                | 667             | 25             | 0,8          | Novohradské podhůří   | 48°44′52″ s. š., 14°41′27″ v. d. |
| Chlumská hora     |         |                                                                | 656             | 108            | 4,4          | Novohradské podhůří   | 48°48′31″ s. š., 14°31′12″ v. d. |
| Nad černým křížem |         |                                                                | 654             | 22             | 0,7          | Novohradské podhůří   | 48°44′57″ s. š., 14°46′38″ v. d. |
| Vlčkův vrch       |         |                                                                | 639             | 17             | 0,5          | Novohradské podhůří   | 48°45′32″ s. š., 14°41′27″ v. d. |
| Kamenská hora     |         |                                                                | 631             | 28             | 1,9          | Novohradské podhůří   | 48°46′35″ s. š., 14°41′5″ v. d.  |
| Stráž             |         |                                                                | 631             | 68             | 1,9          | Novohradské podhůří   | 48°49′42″ s. š., 14°30′58″ v. d. |
| Vysoký Kamýk      |         |                                                                | 628             | 118            | 8,6          | Táborská pahorkatina  | 49°13′54″ s. š., 14°17′49″ v. d. |
| U Barborky        |         |                                                                | 611             | 16             | 0,3          | Táborská pahorkatina  | 49°13′38″ s. š., 14°17′55″ v. d. |
| Todeňská hora     |         |                                                                | 608             | 86             | 3,1          | Novohradské podhůří   | 48°50′43″ s. š., 14°33′35″ v. d. |

## Další významné vrcholy
| Hora           | Obrázek | Galerie                                                        | Nadm. výška [m] | Prominence [m] | Izolace [km] | Geomorfologický celek | Geosouřanice                     |
| -------------- | ------- | -------------------------------------------------------------- | --------------- | -------------- | ------------ | --------------------- | -------------------------------- |
| Baba           |         | Kategorie „Baba (Lišovský práh)“ na Wikimedia Commons          | 583             | 108            | 17,5         | Třeboňská pánev       | 49°0′7″ s. š., 14°33′39″ v. d.   |
| Hlincová hora  |         | Kategorie „Hlincová hora (Lišovský práh)“ na Wikimedia Commons | 571             | 42             | 1,3          | Třeboňská pánev       | 48°59′6″ s. š., 14°33′22″ v. d.  |
| Baba           |         |                                                                | 570             | 72             | 7            | Táborská pahorkatina  | 49°5′58″ s. š., 14°32′17″ v. d.  |
| Větrník        |         | Kategorie „Větrník (Lišovský práh)“ na Wikimedia Commons       | 568             | 16             | 1,7          | Třeboňská pánev       | 49°1′14″ s. š., 14°35′1″ v. d.   |
| Dlouhý vrch    |         | Kategorie „Dlouhý vrch (Lišovský práh)“ na Wikimedia Commons   | 551             | 16             | 1            | Třeboňská pánev       | 48°58′42″ s. š., 14°32′31″ v. d. |
| Kantorova hora |         |                                                                | 537             | 12             | 1            | Třeboňská pánev       | 49°1′36″ s. š., 14°33′42″ v. d.  |
| Vávra          |         |                                                                | 526             | 15             | 1            | Třeboňská pánev       | 49°2′9″ s. š., 14°33′49″ v. d.   |
| Račice         |         | Kategorie „Račice (508 m)“ na Wikimedia Commons                | 508             | 24             | 3,6          | Třeboňská pánev       | 49°2′33″ s. š., 14°28′16″ v. d.  |
| Baba           |         |                                                                | 449             | 40             | 0,5          | Táborská pahorkatina  | 49°4′30″ s. š., 14°27′10″ v. d.  |